# Hans-Heinrich Garten
Hans-Heinrich Garten (* 4. August 1901 in Chemnitz; † 20. August 1944 in Marburg) war ein deutscher Jurist und Landrat.

## Leben und Wirken
Nach dem Besuch des Gymnasiums in Chemnitz ging Garten zum Studium der Rechtswissenschaften an die Universitäten Tübingen, München und Leipzig. Während seiner Studienzeit gehörte er der „Organisation Escherich (Orgesch)“ an und war 1923 im Grenzjäger-Regiment 23 Dresden an der Niederschlagung der Märzkämpfe in Mitteldeutschland um Max Hoelz beteiligt.
1926 promovierte er zum Dr. jur. Das Thema seiner Dissertation lautete Die Rechtsstellung der vorübergehend Beschäftigten. Er trat 1925 in den sächsischen Staatsdienst und war an verschiedenen Ämtern und Gerichten als Regierungsreferendar tätig. Am 4. Mai 1929 legte er die große juristische Staatsprüfung ab. Daraufhin wurde er am 1. Oktober 1929 zum Regierungsassessor und am 1. Oktober 1933 zum Regierungsrat befördert, nachdem er zum 1. Mai 1933 der NSDAP (Mitgliedsnummer 2.982.666) beigetreten war. Im Jahr 1938 wurde Garten zum Amtshauptmann der Amtshauptmannschaft Rochlitz ernannt. Seit der Umbenennung der Gebietskörperschaften in Sachsen zum 1. Januar 1939 führte er die neue Amtsbezeichnung Landrat.
Nach der aufgrund des Münchner Abkommens erfolgten Besetzung der Grenzgebiete der Tschechoslowakei durch das Deutsche Reich und der Bildung des Reichsgaus Sudetenland wurde er am 1. April 1939 als Landrat im Landkreis Komotau eingesetzt. Am 1. Februar 1942 wurde Garten zum Kriegsdienst von der deutschen Wehrmacht einberufen. 1944 beging er als Oberfähnrich der Reserve und Landrat Suizid.

## Familie
Garten heiratete 1938 Alice Schönewolf, die an der Bibliothek der Technischen Hochschule Dresden arbeitete und nach der Eheschließung aus dem Dienst ausschied und nach dem Zweiten Weltkrieg dort Bibliotheksdirektorin wurde. Aus der gemeinsamen Ehe gingen zwei Söhne hervor.